# Augustus French

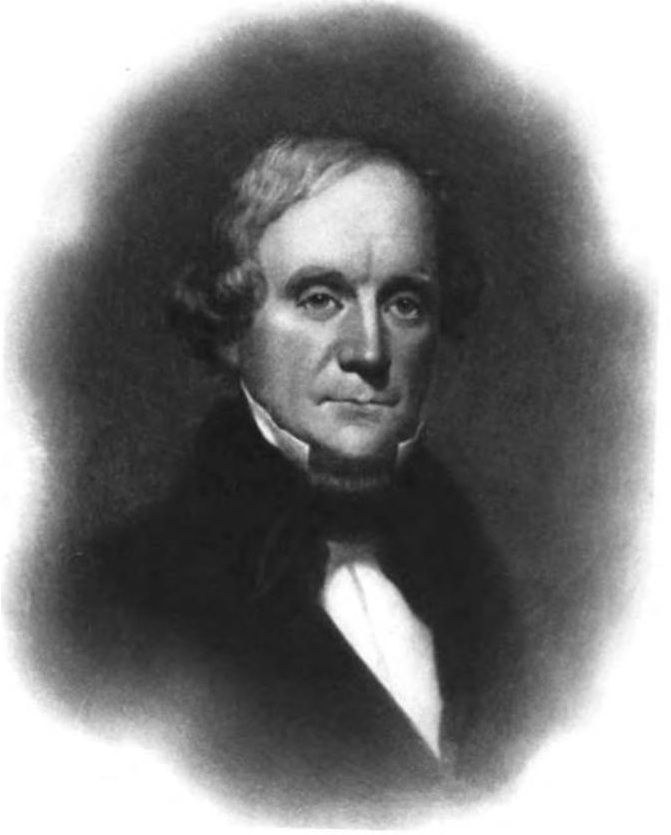
Augustus French

Augustus Chaflin French (* 2. August 1808 in Hill, Merrimack County, New Hampshire; † 4. September 1864 in Lebanon, Illinois) war ein US-amerikanischer Politiker (Demokratische Partei) und von 1846 bis 1853 der 9. Gouverneur des Bundesstaates Illinois.

## Frühe Jahre und politischer Aufstieg
French besuchte das Dartmouth College, konnte die Schule aber aus finanziellen Gründen nicht beenden. Trotzdem gelang es ihm später, Jura zu studieren. Im Jahr 1823 wurde er als Rechtsanwalt zugelassen. Danach betrieb er in Illinois eine gut gehende Kanzlei. Frenchs politischer Aufstieg begann im Jahr 1837 mit seiner Wahl in das Repräsentantenhaus von Illinois. Dort verblieb er bis 1839. Dann erhielt er eine Anstellung bei der Landzuteilungsbehörde in Palestine. Im Jahr 1844 gehörte er dem Electoral College an, das James K. Polk zum neuen US-Präsidenten wählte. Am 3. August 1846 wurde er zum neuen Gouverneur von Illinois gewählt.

## Gouverneur von Illinois
Augustus French trat sein Amt am 9. Dezember 1846 an. In seiner vierjährigen Amtszeit ging der Mexikanisch-Amerikanische Krieg weiter, den Illinois mit sechs Regimentern und einigen freiwilligen Kompanien unterstützte. Die letzten Mormonen verließen nach den Unruhen der Vorjahre den Staat in Richtung Utah. Der Illinois-Michigan-Kanal ging 1848 in Betrieb und blieb bis 1935 offen. In Frenchs Amtszeit ging auch der Ausbau des Eisenbahnnetzes weiter. Auf der anderen Seite musste der Gouverneur einige Ausgaben kürzen, um die Staatsverschuldung abzutragen. Auch eine Verfassungsreform wurde beschlossen, die dem Gouverneur mehr Befugnisse einräumte und Wahlen für alle öffentlichen Ämter vorschrieb. Aber auch die neue Verfassung erlaubte keine zwei zusammenhängende Amtszeiten eines Gouverneurs. Daher musste er am 10. Januar 1853 seinen Posten aufgeben.

## Weiterer Lebenslauf
Nach seiner Gouverneurszeit unterrichtete French Jurastudenten an einem College in Lebanon. Gleichzeitig war er für eine Bank tätig. 1862 gehörte er zu einer Kommission, die die Verfassung des Staates erneut überarbeiten sollte. Augustus French starb am 4. September 1864.